# هونوري تشيفرير
هونوري تشيفرير (1904 – 1983) هو ملاكم كندي راحل، مثّل بلاده في الألعاب الأولمبية الصيفية 1928.

## روابط خارجية
هونوري تشيفرير على موقع أوليمبيديا (الإنجليزية)